# Anita Strebl
Anita Strebl (* 9. Jänner 1946 in Schladming, Steiermark) ist eine ehemalige österreichische Politikerin (SPÖ) und Gymnasiallehrerin. Sie war von 1994 bis 2004 Abgeordnete zum Salzburger Landtag.

## Ausbildung und Beruf
Anita Strebl wurde in Schladming geboren und verbrachte ihre Schulzeit in der Steiermark. Sie besuchte zunächst von 1952 bis 1956 die Volksschule in Haus im Ennstal und wechselte danach zum Besuch der Hauptschule von 1956 bis 1958 in ihren Geburtsort Schladming. 1958 verließ sie die Hauptschule und setzte ihre Schulausbildung am Bundesgymnasium in Stainach-Irdning fort. Sie legte schließlich 1964 in Stainach-Irdning die Matura ab und begann nach der Matura 1964 ein Lehramtsstudium der Anglistik und Germanistik an der Universität Salzburg. 1971 konnte sie ihr Studium mit dem akademischen Grad Mag. phil. zudem legte sie in diesem Jahr die Lehramtsprüfung ab. Während ihres Studiums war sie zwischen 1968 und 1969 als Sprachassistentin in Glasgow tätig, nach dem Abschluss ihres Studiums arbeitete sie zwischen 1971 und 2006 als Lehrerin am Bundesgymnasium Nonntal in Salzburg.

## Politik und Funktionen
Strebl trat im Jahr 1973 der Sozialistischen Partei Österreichs bei und wirkte als Vorsitzende der SPÖ-Jugendorganisation, der Jungen Generation im Flachgau. Sie engagierte sich zudem als Vorstandsmitglied beim der SPÖ nahestehenden Bundes Sozialdemokratischer Akademikerinnen und Akademiker, Intellektueller, Künstlerinnen und Künstler (BSA) und war von 1996 bis 2003 Vorsitzende des SPÖ-Bezirksfrauenkomitees im Flachgau. Zudem wirkte sie als Mitglied des Landesbildungsausschusses und des Landesparteivorstandes der Salzburger Sozialdemokraten. In der Lokalpolitik war Strebl von 1984 bis 2004 als Mitglied der Gemeindevertretung von Grödig aktiv.
Strebl gehörte zwischen dem 2. Mai 1994 und dem 27. April 2004 dem Salzburger Landtag an, wobei sie die Funktion der SPÖ-Schulsprecherin innehatte. Des Weiteren war sie von 1983 bis 1987 Personalvertreterin im Fachausschuss des Landesschulrates;

## Auszeichnungen
- Silbernes Ehrenzeichen des Landes Salzburg (2004)